# 伊藤ひろみ
伊藤 ひろみ（いとう ひろみ、1965年7月24日 - ）は日本の舞台女優。東京都出身。
OLを経た後、成井豊・真柴あずき等と共に1985年演劇集団キャラメルボックスを旗揚げする。夫は同劇団の座付作家である成井豊。

## 主な出演

### テレビドラマ
- Eテレ・ジャッジ女子会プロレス#3 (2016年、Eテレ) - 由美役

### 舞台

#### 演劇集団キャラメルボックス
- 『地図屋と銀ライオン』(1986年、サザンカ)
- 『不思議なクリスマスのつくりかた』(1988年、マーシー・1990年、サリー)
- 『銀河旋律』(1989年・1992年、タケチ/2011年、アリマ)
- 『サンタクロースが歌ってくれた』(1989年・1992年・2010年、フミ)
- 『ハックルベリーにさよならを』(1991年・1996年、ケンジ)
- 『BREATH』(2015年、松山時枝) - 石川寛美とダブルキャスト
- 『エンジェルボール』（2018年、東京ジャングルズウグイス嬢）
- 『ナツヤスミ語辞典』(2019年、ヤンマ母)

### 声優
- 逮捕しちゃうぞ？恋のハイウェイ・スター - 浩子役
- 耳をすませば